# Atherina

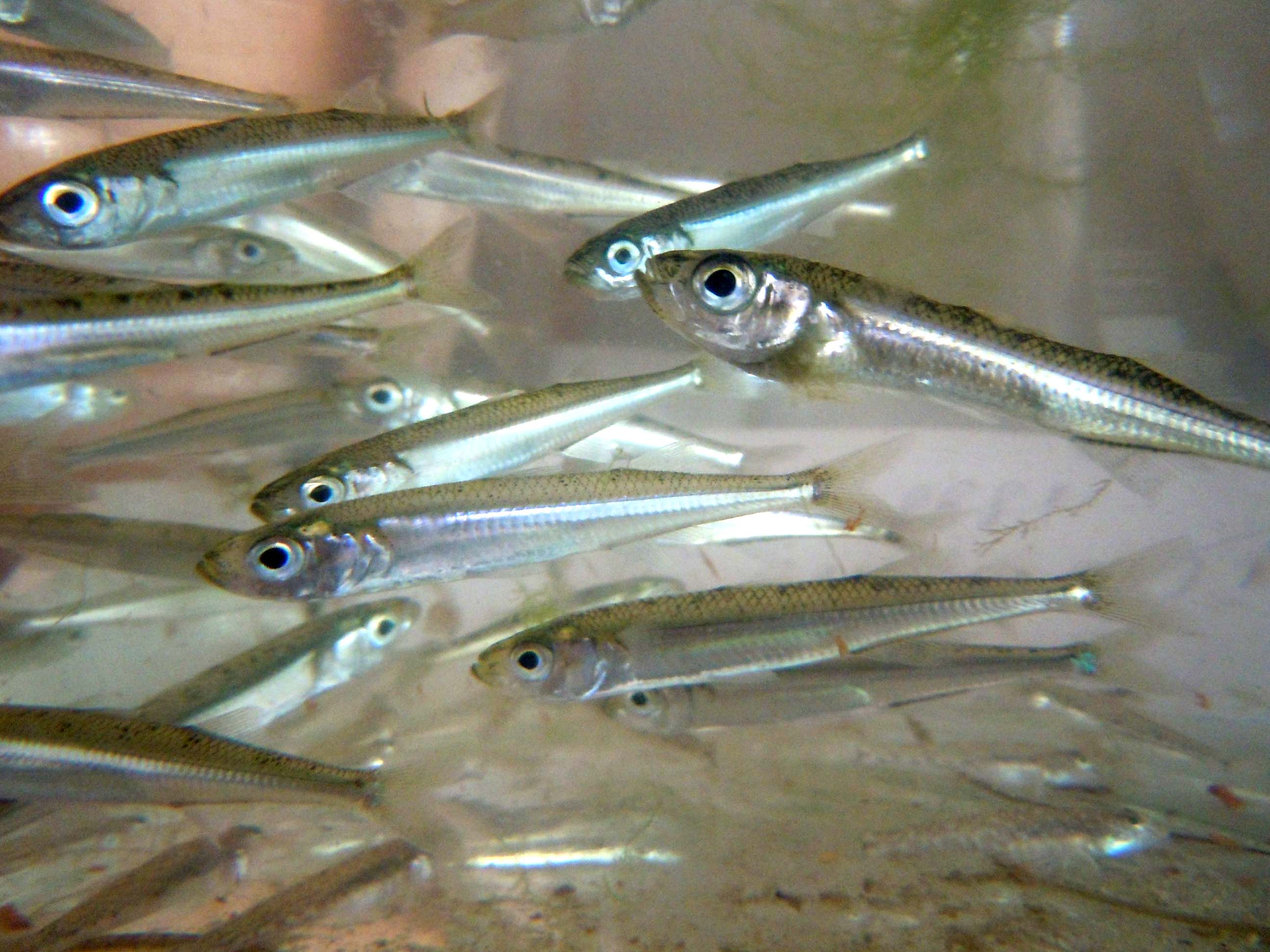
Joells del golf d'Odessa (la mar Negra)

Atherina és un gènere de peixos pertanyent a la família dels aterínids.

## Descripció
- Cap i la resta del cos amb escates.
- La mandíbula inferior té una expansió superior dins la boca.
- Primera aleta dorsal amb 6-10 espines flexibles.
- Sense línia lateral.[3]

## Taxonomia
- Joell (Atherina boyeri) (Risso, 1810)[4]
- Atherina breviceps (Valenciennes, 1835)[5]
- Atherina hepsetus (Linnaeus, 1758)[6][7]
- Atherina lopeziana (Rossignol & Blache, 1961)[8]
- Joell atlàntic (Atherina presbyter) (Cuvier, 1829)[9][10][11][12][13][14]